# Ловча (округ Ж'яр-над-Гроном)
Ловча (словац. Lovča) — село, громада округу Ж'яр-над-Гроном, Банськобистрицький край, центральна Словаччина, регіон Теков. Кадастрова площа громади — 10,44 км².
Населення 672 особи (станом на 31 грудня 2017 року).

## Історія
Ловча згадується в 1283 році.

## Географія
Протікає Ловчицький потік.

## Населення
| Рік:            | 1994. | 2004.   | 2014.   | 2024.   |
| --------------- | ----- | ------- | ------- | ------- |
| Кількість осіб: | 742   | 706     | 695     | 679     |
| Різниця:        |       | -4,85 % | -1,55 % | -2,30 % |

| Рік:            | 2023. | 2024.   |
| --------------- | ----- | ------- |
| Кількість осіб: | 683   | 679     |
| Різниця:        |       | -0,58 % |